# Servo
Servo betyder tjänare och är en förled till ord som servomotor, servostyrning, servobroms, servoteknik med mera. I dagligt tal används servo som förkortning för alla dessa betydelser, och sammanhanget avgör då vad man egentligen menar.
Servo handlar i grunden om att förstärka eller förflytta styrkraften man använder dit den ska verka med hjälp av en motor eller annan yttre kraft. Med hjälp av servo kan man exempelvis styra ett stort passagerarfartyg med en minimal styrspak som påverkas av styrkraften från handen och överför den proportionerligt till rodret. Ett servo är alltid återkopplat, mekaniskt eller med reglerutrustning, så att det kan avgöra att det är i rätt position i förhållande till det beordrade. Det finns även ofta en lägesavkännare på den styrda delen och en som avgör vilken kraft som servomotorn behöver lägga an i varje ögonblick för att uppnå det önskade läget på tillräcklig kort tid utan att man får en överreaktion.

## Servo för radiostyrda modeller

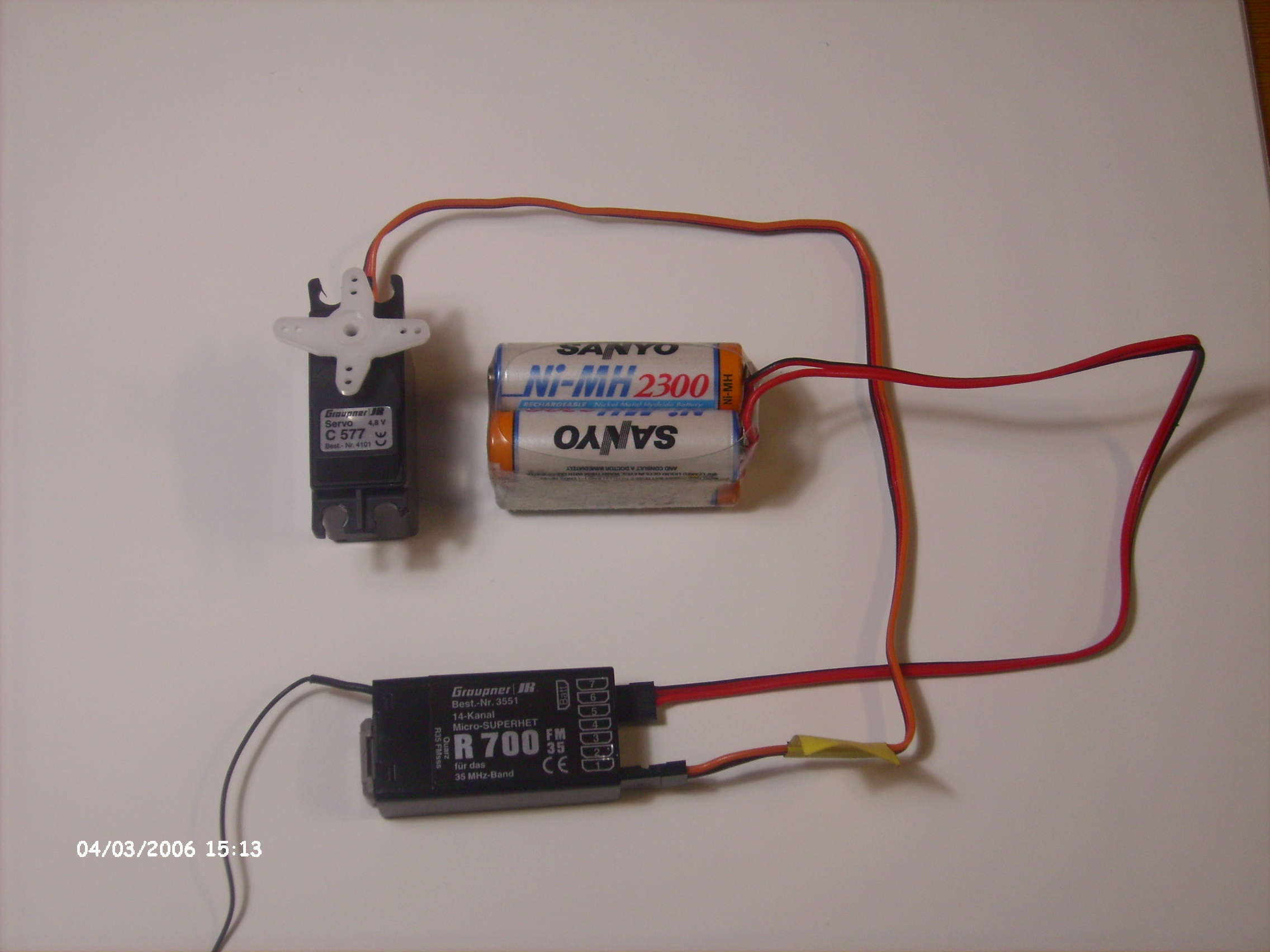
Överst till vänster ett servo, nederst radiostyrningsmottagaren och överst till höger batterierna som driver servot och mottagaren.

Ett servo i en radiostyrd modellbil är en liten elektrisk motordriven enhet som kopplas till en mottagare. Servots uppgift är att reglera olika delar av modellen via impulser från mottagaren.
Högst upp på servot finns ett kors (eller ibland ett hjul eller en arm), som vanligtvis kan rotera ca 90 till 180°. På korset finns små hål, där man brukar ansluta en tunn metallstång eller liknande. Andra ändan av metallstången kopplas sedan till den del av modellen man vill ha kontroll över, t.ex. höjdrodret på ett flygplan eller styrningen på en bil.
Beroende på vad det rör sig om för modell, så behövs olika antal servon. En radiostyrd bil med förbränningsmotor behöver normalt två servon, ett som reglerar bränsle- och syretillförseln och ett som reglerar styrningen av framhjulen. Flygplan, helikoptrar och andra avancerade modeller kan behöva 4 eller fler servon.
Det finns servon med varierande storlek, styrka, snabbhet, vikt osv.